# Dodge WC

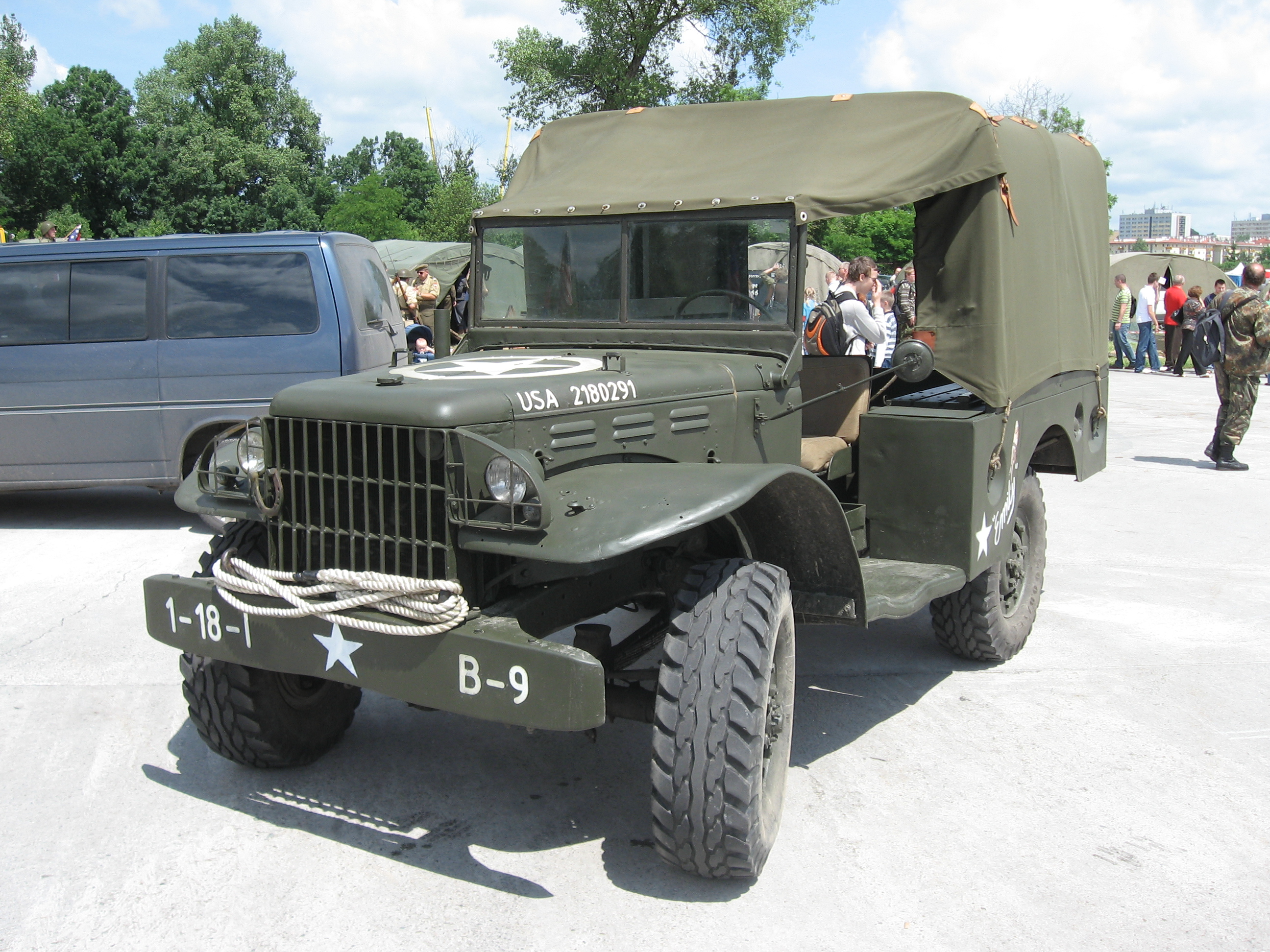
De WC-51 (getoond) en WC-52 (met lier voorop) 3/4-tons vracht-, troepen-, en wapendragers waren de meest gebouwde Dodge WC-serie modellen.

De Dodge WC serie omvat een zeer groot aantal lichte 4x4 en middelzware 6x6 militaire wielvoertuigen, geproduceerd tijdens de Tweede Wereldoorlog door Dodge / Fargo. Dodge was toen al onderdeel van Chrysler Corporation, maar contracten voor lichte bedrijfswagens en trucks (onder andere met de VS overheid) werden ook vaak gesloten onder de handelsnaam Fargo.
Van de voertuigreeks bestaan vele carrosserie-variaties op grotendeels gelijke chassis', wielophanging en aandrijftechniek, waaronder vracht-, troepen- en wapendragers, ambulances, radiowagens, verkenningsvoertuig en mobiele werkplaatsen voor voertuigonderhoud en aanleg/reparatie van telefoonlijnen. Deze serie lichte Amerikaanse 4x4 vrachtwagentjes werden na de grootschalige introductie van de Willys jeeps regelmatig Beep (verkort van "big jeep") genoemd - ofwel simpelweg 'Dodge', omdat uitsluitend zij deze voertuigklassen voor het Amerikaanse leger en de geallieerden (via Lend-Lease) fabriceerden.
De type aanduiding WC staat voor:
- W voor het jaar dat de serie de opdracht tot massa-productie kreeg: 1941, en
- C voor de laadvermogens-klasse op dat moment: een 1/2 Amerikaanse ton (-450kg) op onverharde ondergrond.

De WC code bleef ook in gebruik voor de productiejaren 1942 t/m 1945, en ook terwijl vanaf april '42 de 3/4 ton versies en de 1½ ton 6x6 Dodge gefabriceerd werden.

## Geschiedenis en ontwikkeling
Dodge startte de ontwikkeling van de G-505, 1/2-tons militaire trucks met vierwielaangedrijving op basis van hun lichtste, voor modeljaar 1939 geïntroduceerde commerciële model TC pick-ups en bestelwagens. Uitgerust met vierwielaandrijving en enkele andere aanpassingen, zoals een speciale carrosserie voor het commandowagen-model, won Chrysler/Dodge hiermee in 1939 de aanbesteding voor de eerste lichte (1/2½ tons) Amerikaanse 4x4 legervoertuigen, waarvan de productie in 1940 als Dodge VC-serie begon.

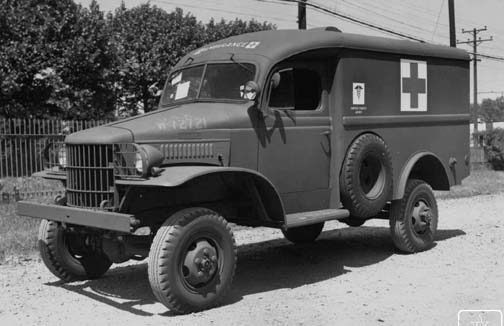
Dodge WC9

Na dit begin bouwde Dodge tijdens de Tweede Wereldoorlog nog zo'n 80.000 stuks van de 1/2 ton WC serie van lichte 4x4 legervoertuigen, in vele varianten en uitvoeringen van dit type, geproduceerd van eind 1940 t/m februari 1942.
Gemeenschappelijke kenmerken van de G-505 1/2 ton trucks zijn:
- Aandrijving: 4x4
- Wielbasis: 116 inch (123 inch voor ambulances)
- Motor: Dodge: 6 cilinders in lijn , zijklepper, vloeistofgekoeld. Vanaf medio 1941 kwam de T-214 motor met een inhoud van 3,755 liter, die vervolgens ook in alle 3/4-tons 4x4, en 1½-tons 6x6 eenheden t/m augustus 1945 ingebouwd werd.
- Versnellingen: 4 vooruit / 1 achteruit

De Dodge ¾ ton 4x4 trucks werden aan de legerleiding geïntroduceerd in 1941. Uiterlijk leken deze trucks veel op de voorganger, de VC, maar ze waren circa 15 centimeter breder, minder hoog en werden uitgerust met bredere banden, 9.00x16 in plaats van 7.50x16. De motor bleef dezelfde Dodge T214. De WC was beschikbaar in een wielbasis van 98 inch (2489 mm), 114 inch (2896 mm) en 121 inch (3073 mm). De Dodge kende ook veel variaties zoals er zijn de: wapendrager, ambulance, artillerietrekker en radiowagen.
Vanaf april 1942 zijn gedurend de oorlogsjaren nog ruim 255.000 voertuigen van de 3/4-tons WC-serie gebouwd, plus ruim 43.000 zeswielaangedreven 1½-tons WC-62/WC-63 eenheden. In totaal bouwde Dodge tijdens de oorlog zo'n 380.000 WC-serie voertuigen – ca. 20.000 meer dan de 360.000 kleine jeeps van Willys.

## Model beschrijving Dodge ¾ton 4x4 serie

#### WC51

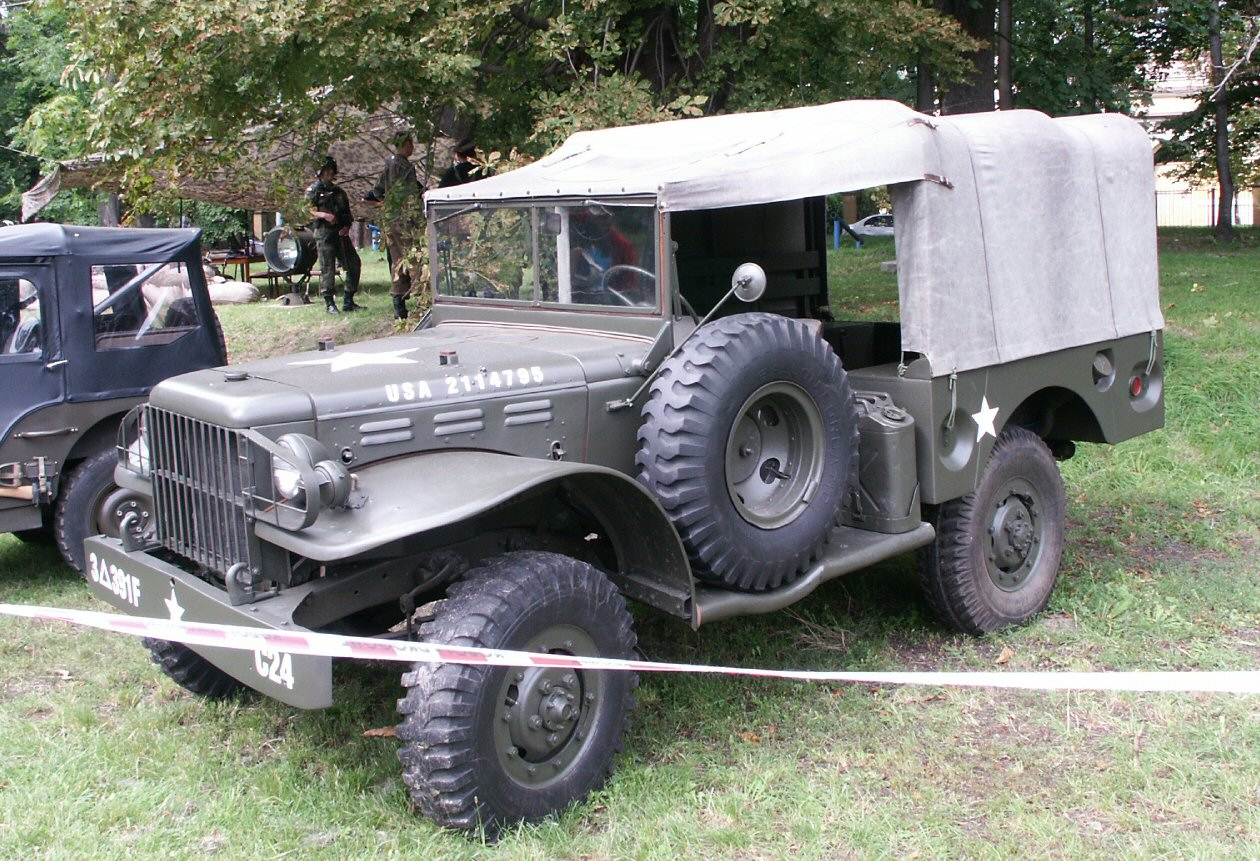
WC51

Een wapendrager (zonder lier, van dit type zijn er 123 500 geproduceerd.
- Lengte: 4,24 m
- Hoogte (met kap): 2,17 m
- Hoogte (zonder kap): 1,71 m
- Breedte: 2,10 m
- Leeggewicht: 2 560 kg
- Laadvermogen: 800 kg

#### WC52

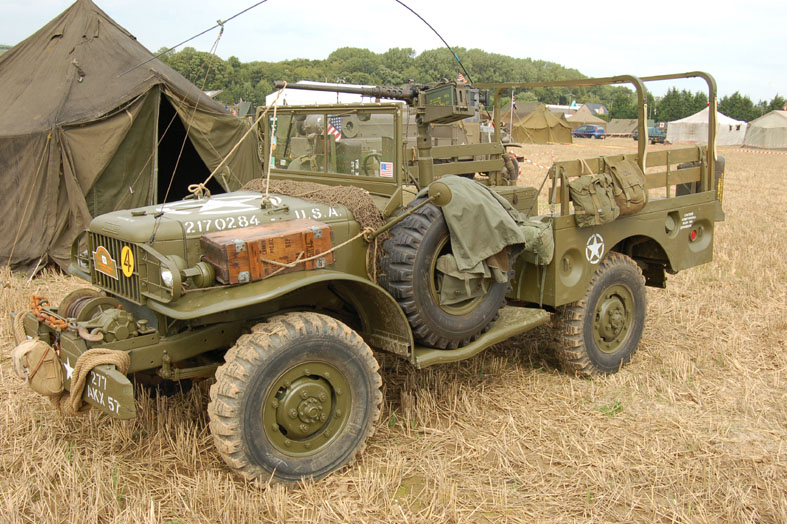
WC52

Identiek aan de WC51, maar nu voorzien van een lier. Dit voertuig werd met name gebruikt voor het trekken van een 57 mm antitankgeschut en bemanning.
- Lengte: 4,48 m
- Hoogte (met kap): 2,17 m
- Hoogte (zonder kap): 1,71 m
- Breedte: 2,10 m
- Leeggewicht: 2 700 kg
- Laadvermogen: 800 kg

#### WC53

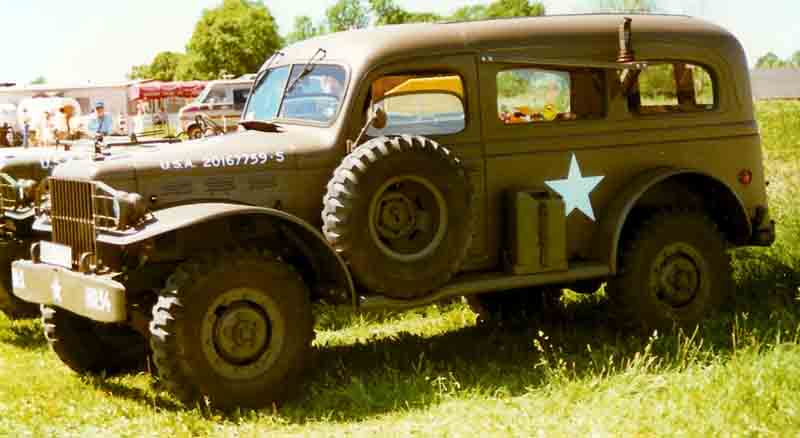
WC53

Een voertuig voor algemeen gebruik. Het voertuig was mechanisch gelijk aan de WC54, maar voorzien van een volledig metalen cabine en twee ramen in de achter zijkant. Totale productie circa 8 400 eenheden.
- Lengte: 4,73 m
- Hoogte: 2,06 m
- Breedte: 2,00 m
- Leeggewicht: 2 590 kg
- Laadvermogen: 800 kg

#### WC54

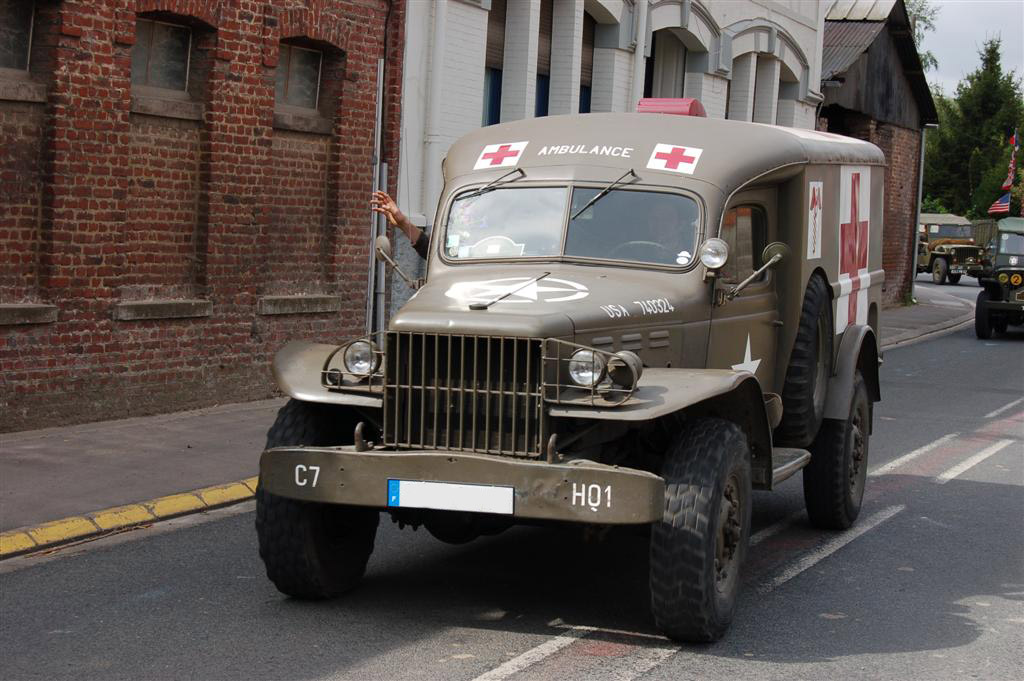
WC54

De WC54 was voornamelijk een ambulance, maar werd soms ook ingericht als radiowagen. Er zijn circa 23.000 voertuigen van deze versie gebouwd. Dodge leverde het voertuig aan Wayne Works in Richmond, Indiana, die het gedeelte voor de gewonden plaatste. Er was ruimte voor vier liggende of zeven zittende gewonden. Er was geen scheidingswand tussen het bestuurdersgedeelte en de ruimte voor de gewonden. De eerste WC54 werd geleverd in mei 1942. Het was de standaard ziekenwagen van het Amerikaanse leger tijdens de Tweede Wereldoorlog, en de Korea-oorlog, en was in die rol ook vaak te zien in bijv. de film en de tv-serie M*A*S*H. Het Britse leger (circa 650 exemplaren) en de Vrije Fransen (ongeveer 1.100 stuks) hebben het voertuig ook gekregen onder de regeling van de Leen- en Pachtwet.
- Lengte: 4,95 m
- Hoogte: 2,30 m
- Breedte: 1,98 m
- Leeggewicht: 2 680 kg
- Laadvermogen: 820 kg

#### WC55

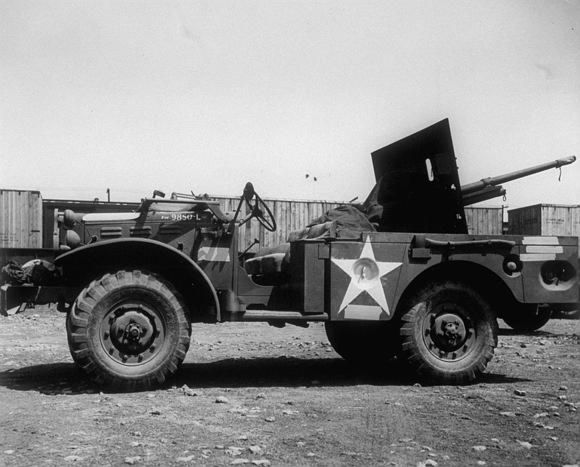
WC55

De WC55 staat ook bekend onder de naam M6 Fargo; Fargo was de naam van de Chrysler divisie die alle contracten met de overheid uitvoerde. Het had een 37mm-antitankgeschut op de laadbak. Het geschut schoot naar achteren en er was ruimte voor 80 projectielen. Het voertuig zelf had geen bepantsering. Het geschut was te licht om tanks uit te schakelen en werd in latere oorlogsjaren gedemonteerd. Het voertuig werd daarna als een gewone WC52 ingezet. Ongeveer 5 380 eenheden van gemaakt.
- Lengte: 4,25 m
- Hoogte: 2,49 m
- Breedte: 2,18 m
- Leeggewicht: 2 540 kg
- Laadvermogen: 820 kg

#### WC62 & WC63

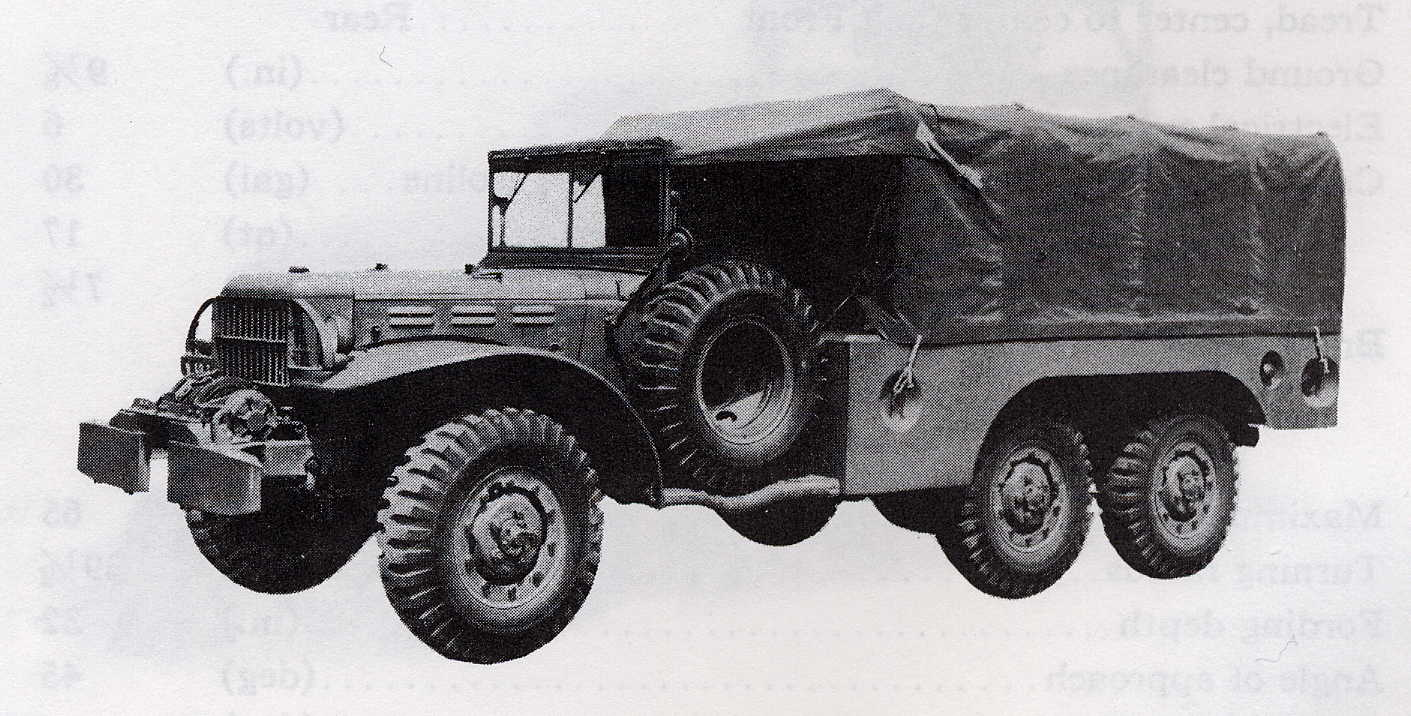
WC63 1-1/2 ton 6X6

Een 6x6 wapendrager, een variant van de WC51 maar met een langer chassis en een extra achteras. Bijna alle onderdelen waren gelijk aan die van de kortere WC51. De WC62 was bijna identiek aan de WC63, maar de lier ontbrak. In de oorlog zijn hier ongeveer 43 000 exemplaren van gemaakt in de Chrysler autofabriek in Detroit. De productie startte in 1943; er werden in dat jaar 32 000 stuks geproduceerd. De rest werd in 1944 en 1945 geleverd. Op een beperkt aantal voertuigen na kwamen ze allemaal bij het Amerikaanse leger terecht. Na de Tweede Wereldoorlog namen veel strijdmachten de wagen over, vooral het Franse leger heeft er veel gebruikt. Het voertuig is, met aanpassingen, tot in de jaren 80 in gebruik geweest.
- Lengte: 5,72 m
- Hoogte (met kap): 2,17 m
- Hoogte (zonder kap): 1,57 m
- Breedte: 2,10 m
- Leeggewicht: 3 250 kg
- Laadvermogen: 1 500 kg

#### WC64

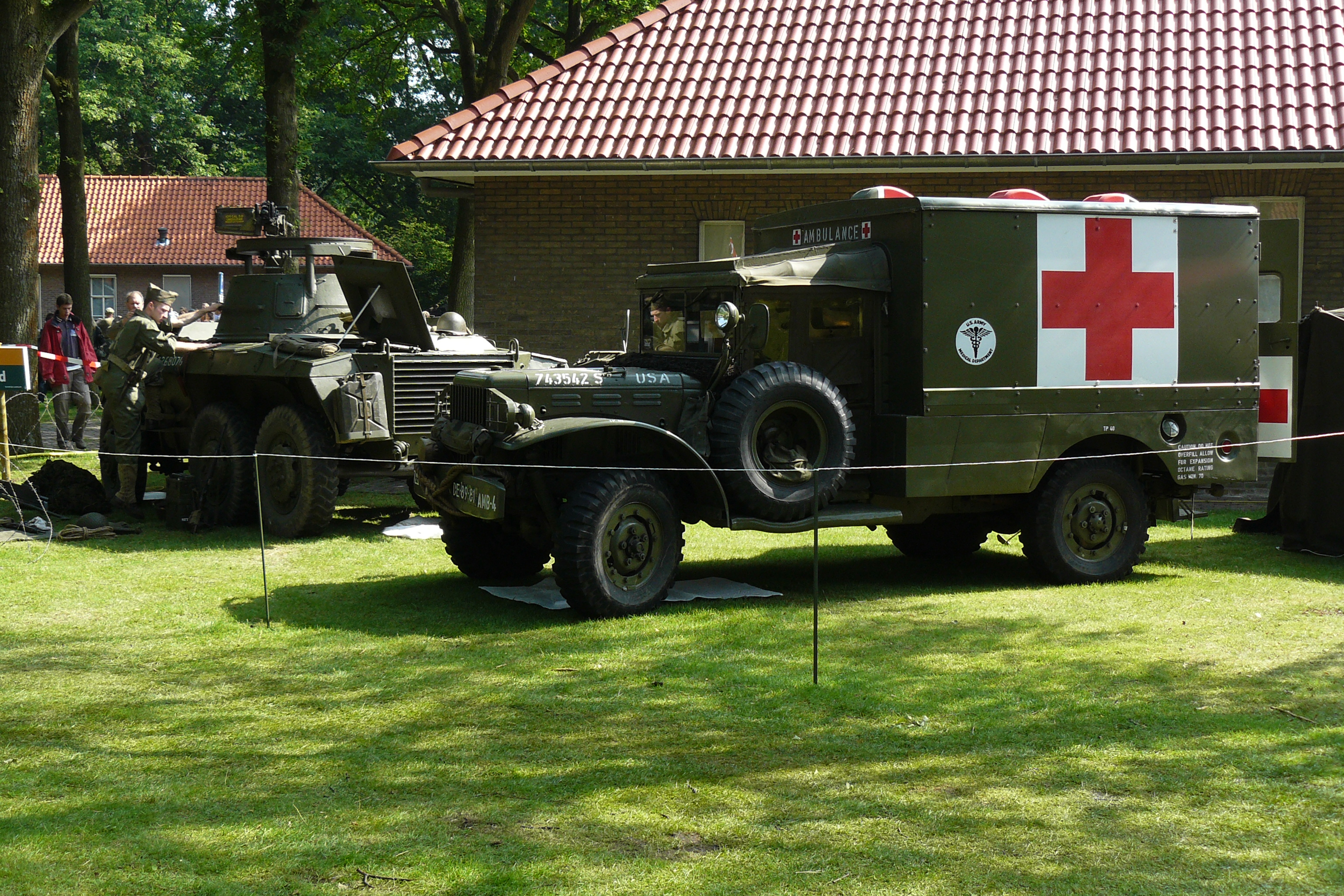
Dodge WC64 ziekenwagen, op de achtergrond een M8 Greyhound

De Dodge WC64 was de opvolger van de ambulance WC54. In 1943 werd een onderzoek gestart naar een andere ambulance, die minder ruimte in beslag zou nemen bij de verscheping naar de oorlogsgebieden. De ruimte voor de gewonden werd pas geïnstalleerd op de plaats van bestemming. Door de zij- en achterwanden vlak te vervoeren werd veel ruimte bespaard. Dit type kreeg ook wel de extra aanduiding KD, wat staat voor Knock-Down ofwel vrij vertaald bouwpakket. De capaciteit was 4 tot 6 liggende gewonden of 8 zittenden. In 1945 kwam dit voertuig in productie; de WC54 was al in april 1944 uit productie genomen. Er zijn circa 3.500 eenheden gebouwd en werden bijna allemaal naar Europa verscheept. Na de oorlog is de WC64 in Europa achtergebleven en opgenomen in de strijdmachten van Frankrijk, Noorwegen, Griekenland, Nederland en België. Pas in de jaren 60 zijn de laatste exemplaren van de sterkte afgevoerd.
- Lengte: 4,90 m
- Hoogte: 2,10 m
- Breedte: 2,14 m
- Leeggewicht: 3 120 kg
- Laadvermogen: 670 kg

## Technische gegevens voor Dodge ¾ton 4x4 trucks
Motor:
- Merk: Chrysler T214
- Type: 6-cilinders in lijn, 4 takt, zijklepper, vloeistof gekoeld
- Brandstof: benzine
- Vermogen: 92 pk bij 3 200 toeren per minuut
- Cilinderinhoud: 3,8 liter / 230,2 kubieke inch
- Compressie verhouding: 6,7 - 1

Prestaties:
- Max. toegestane snelheid: 88 km/u / 55 miles/u
- Inhoud brandstoftank: 115 liter / 30 gallons
- Bereik (weg): 400 kilometer / 240 mijl
- Draaicirkel: 21 voet
- Bodemvrijheid bij assen: 10,7 inch
- Oploophoek (wapendrager zonder lier): 54°
- Afloophoek (idem): 31°

## Naslagwerken
- (en)  Fred W. Crismon. US military wheeled vehicles. Victory WW2 Publishing Ltd. Minneaspolis (MN-USA) (2001) ISBN 0-970056-71-0
- (en) T. Richards and R.M. Clarke. Dodge WW2 military portfolio 1940-45. Brookland Books LTD (Surrey, UK) ISBN 978-1-855-20533-8